# Кроуфорд, Джордж Уокер
Джордж Уокер Кроуфорд (англ. George Walker Crawford; 22 декабря 1798, Колумбия — 27 июля 1872, Ричмонд Каунти, штат Джорджия) — американский политик (виги). Член Палаты представителей Конгресса США с января по март 1843 года, губернатор Джорджии с 1843 по 1847 и США военный министр с 1849 по 1850 год.
Кроуфорд закончил в 1820 году Колледж Нью-Джерси, изучал право и начал свою карьеру в 1822 году в качестве юриста в Августе, штат Джорджия. Занимал пост министра юстиции штата Джорджия с 1827 по 1831 год и был членом Палаты представителей штата Джорджия с 1837 по 1842 год. После того, как умер Ричард У. Хабер, Кроуфорд в 1843 году занял его место в Палате представителей США, где занимал пост всего два месяца. Кроуфорд позже в том же году сменил Чарльза Джеймса Макдональда на посту губернатора штата Джорджия, и его сменил в 1847 году Джордж Таунс. Президент Закари Тейлор назвал в 1849 году Кроуфорда военным министром, и он ушел в отставку в 1850 году после смерти Тейлора.
Кроуфорд умер в 1872 году и был похоронен на кладбище в Summerville Augusta, штат Джорджия.